# Barduń
Barduń (deutsch Bardungen) ist ein kleiner Ort in der polnischen Woiwodschaft Ermland-Masuren. Er gehört zur Gmina Gietrzwałd (Landgemeinde Dietrichswalde) im Powiat Olsztyński (Kreis Allenstein).

## Geographische Lage
Barduń am Südufer des Bardung-Sees (polnisch Jezioro Barduny) liegt im Westen der Woiwodschaft Ermland-Masuren, zwölf Kilometer östlich der früheren Kreisstadt Osterode in Ostpreußen (polnisch Ostróda) bzw. 24 Kilometer südwestlich der heutigen Kreismetropole Olsztyn (deutsch Allenstein).

## Geschichte
Die einstige Försterei Bardungen gehörte bis 1945 zum Forst Jablonken (1938 bis 1945 Seehag, polnisch Jabłonka). Sie war ein Wohnplatz in der Gemeinde Parwolken (polnisch Parwółki) im Kreis Osterode in Ostpreußen.
Als 1945 in Kriegsfolge das gesamte südliche Ostpreußen an Polen überstellt wurde, war auch Bardungen davon betroffen. Der Ort erhielt die polnische Namensform „Barduń“ und ist heute als Osada leśna („Forstsiedlung“) in die Gmina Gietrzwałd (Landgemeinde Dietrichswalde) im Powiat Olsztyński (Kreis Allenstein) integriert, bis 1998 der Woiwodschaft Olsztyn, seither der Woiwodschaft Ermland-Masuren zugehörig.

## Kirche
Bis 1945 war Bardungen in die evangelische Kirche Wittigwalde (polnisch Wigwałd) in der Kirchenprovinz Ostpreußen der Kirche der Altpreußischen Union, außerdem in die römisch-katholische Kirche Osterode in Ostpreußen (polnisch Ostróda) eingepfarrt. Heute gehört Barduń katholischerseits zur Pfarrei Stare Jabłonki (Alt Jablonken, 1938 bis 1945 Altfinken) im Erzbistum Ermland, evangelischerseits zur Kirche Ostróda in der Diözese Masuren der Evangelisch-Augsburgischen Kirche in Polen.

## Verkehr
Barduń liegt an einem Verbindungsweg, der von Parwółki in den Ort führt. Eine Bahnanbindung besteht nicht.